# Lac Ewauna
Le Lac Ewauna est un lac artificiel situé sur le cours du Klamath, dans le comté de Klamath dans l'État de l'Oregon aux États-Unis. Il s'est constitué à la suite de la construction du barrage de Keno.

## Source de la traduction
- (en) Cet article est partiellement ou en totalité issu de l’article de Wikipédia en anglais intitulé « Lake Ewauna » (voir la liste des auteurs).